# Kaltenleutgeben
Kaltenleutgeben je městys v okrese Mödling v Dolních Rakousích.

## Geografie
Kaltenleutgeben leží v Industrieviertelu v Dolních Rakousích, v jižní části Vídeňského lesa. 73,41 % výměry katastru je zalesněna. Plocha městyse činí 17,5 čtverečních kilometrů. Obec sousedí s jihozápadním okrajem města Vídně a je oblíbenou příměstskou rekreační oblastí pro Vídeňany.
Zástavba Kaltenleutgebenu je v údolí Dürren Liesingu, které se táhne na východ do Perchtoldsdorfu. Úzké a až 80 metrů hluboké údolí má velmi svažitá úbočí. Kaltenleutgebenerský úval svými pasekami a čerstvým vzduchem prospívá vídeňskému jižnímu území.
Mimo Kaltenleutgebenu nejsou již další katastrální území.

### Sousední obce
Severně leží Breitenfurt bei Wien, severovýchodně Vídeň, východně Perchtoldsdorf, jihovýchodně Gießhübl, jižně Hinterbrühl a západně je obec Wienerwald.

## Historie
V dávnověku byla oblast součástí provincie Pannonia. Jádro Dolních Rakous má stejně proměnlivé dějiny jako celé Rakousko. Po "anšlusu" Rakouska v roce 1938 se stala obec součástí 24. okresu Vídně.
Teprve od roku 1954 se obec stala opět samostatnou v rámci země Dolní Rakousko. V důsledku obecních reforem došlo ke změně nových hranic. Tak přišla o část stepních pastvin u Gießhüblu, jako i "Rotte Wassergspreng", které přešlo pod sousední obec Weissenbach.

### Vývoj počtu obyvatel
- 1971 2520
- 1981 2552
- 1991 2699
- 2001 2998
- 2006 3112 obyvatel.

## Pamětihodnosti
- Farní kostel svatého Jakuba, plánovaný 1728-1729 a postavený v letech 1729-1732, je stěžejní dílo barokního stavitele Jakoba Oeckhla. Postavil a financoval stavbu po smrti své druhé ženy na základě příslibu za očekávaného narození syna. Oltářní obraz pochází ze školy kolem kláštera Heiligenkreuz od Martino Altomonte, sousoší Svaté Trojice vytvořené z lipového dřeva je přičítáno Giovanni Giulianimu.

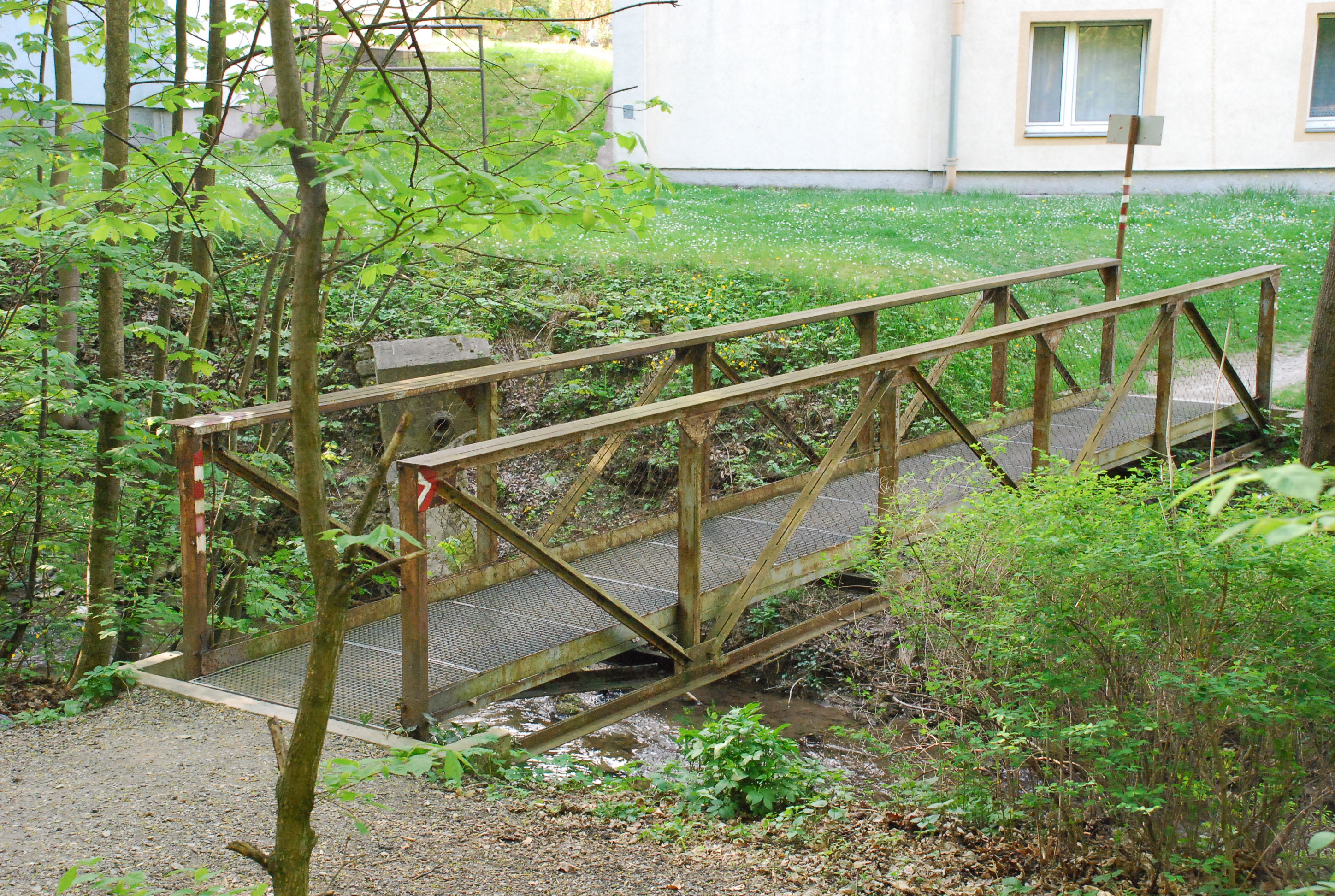
Můstek přes potok v obci

## Politika
Starostou obce je Josef Graf (SPÖ). Vedoucím úřadu a zástupcem starosty je Peter Fuchs (SPÖ), druhým zástupcem starosty je Elisabeth Beiglböck (ÖVP).
V obecním zastupitelstvu je 21 křesel s rozdělením mandátů
- SPÖ 12
- ÖVP 9

## Hospodářství a infrastruktura
Nezemědělských pracovišť bylo v roce 2001 124, zemědělských a lesnických pracovišť bylo v roce 1999 11. Počet výdělečně činných v místě bydlišti podle sčítání obyvatel 2001 bylo 1403, to představuje 48,93 %.
Hlavním provozem v Kaltenleutgebenu byla po desetiletí cementárna Perlmoser, která nyní patří pod koncern Lafarge v Taleingangu, kde jsou vyšší zásoby vápence. Dnešní provoz je jen udržovací, protože výroba se již odstěhovala. Pro továrnu se také stavěla Kaltenleutgebenerská dráha od Jižní dráhy z Liesingu.
Dnes je obec spíše sídlištěm pro bydlení. Mnoho vídeňanů si zde buduje přechodná bydliště, protože toto území je z Vídně snadno dostupné.

## Slavné osobnosti
- Spisovatel Mark Twain (autor Toma Sawyera a Huckleberryho Finna) zde žil po 2 roky (1898)[1] ve in der Vile Sonnhof.
- Joe Berger (1939-1991) - narodil se v Kaltenleutgebenu, byl básník, dramatik, vypravěč, novinář a aktivista.